# Sérignac (Tarn-et-Garonne)
Sérignac település Franciaországban, Tarn-et-Garonne megyében. Lakosainak száma 521 fő (2022. január 1.). Sérignac Beaumont-de-Lomagne, Belbèze-en-Lomagne, Coutures, Esparsac, Fajolles, Garganvillar, Larrazet és Vigueron községekkel határos.

## Népesség
A település népessége az elmúlt években az alábbi módon változott:
| Lakosok száma | 492  | 527  | 541  | 539  | 533  | 526  | 518  | 516  | 521  |
|               | 2013 | 2015 | 2016 | 2017 | 2018 | 2019 | 2020 | 2021 | 2022 |